# Gettysburg (Blueberry)
Pour les articles homonymes, voir Gettysburg.
Gettysburg est le vingtième album de la série de bande dessinée La Jeunesse de Blueberry de François Corteggiani (scénario), Michel Blanc-Dumont (dessin) et Claudine Blanc-Dumont (couleurs). Il a été publié en 2012.

## Résumé
Blueberry est de retour dans les rangs des nordistes de la Guerre de Sécession après de nombreuses aventures en missions spéciales pour le compte de l'agence Pinkerton.

## Personnages principaux
- Blueberry : lieutenant de cavalerie envoyé de retour dans les rangs des nordistes de la Guerre de Sécession.